# Kai Laufen
Kai Laufen (* 1968 in Bochum) ist Radio-Redakteur und Autor von Radio-Features.

## Leben
Laufen erwarb 1997 an der Universität Augsburg seinen Magister und machte später ein berufsbegleitendes Studium der Publikationswissenschaften an der FU Berlin. Seit 2007 gehört er als Reporter und Fachmann für Computerkriminalität zur Redaktion „Reporter und Recherche“ bei der Chefredaktion Hörfunk im SWR Baden-Baden. Es war zu Reportagereisen im Kosovo, Sarajevo und Russland und war in Kolumbien bei Dreharbeiten zu einem Dokumentarfilm tätig. Von 2003 bis 2005 war er Berater des Deutschen Entwicklungsdienstes (DED) in Quito (Ecuador). Dort führte er Aus- und Fortbildungsseminare für Hörfunkjournalisten durch.

## Radio-Features
- 2010: Cybercrime - Tatort Internet, SWR. Das Feature wurde am 27. Januar 2010 zum Auftakt der Reihe Das ARD-Radio-Feature gesendet.
- 2011: Aderlass in den Anden: Kohle aus Kolumbien für Deutsche Kraftwerke, SWR[3]
- 2012: Steuerung - Alt - Entfernen, Tod und Trauer in der digitalen Welt, SWR, Regie: Ulrich Lampen[4]
- 2014: Der mörderische Informant, SWR, 55 Min.[5][6]